# Heinrich Hunziker
Heinrich Hunziker (* 9. Dezember 1879 in Basel; † 26. April 1982 in Walchwil) war ein Schweizer Mediziner.

## Leben
Heinrich Hunziker, am 9. Dezember 1879 als Sohn des Commis Heinrich Hunziker senior und der Friederike geborene Kuttler in Basel geboren, absolvierte nach Abschluss seiner Schulausbildung ein Medizinstudium an der Universität Basel. Dort erwarb er 1903 das  Eidgenössische Diplom der Medizin und dazu ein Jahr später den Doktortitel der gesamten Heilkunde.
Hunzikers erste beruflichen Funktionen waren 1903 die eines Assistenten am Bürgerspital in Basel sowie 1904 in Solothurn. Anschliessend praktizierte Heinrich Hunziker ab 1905 als Arzt in Grenchen, ab 1910 in Adliswil und von  1926 bis 1931 in Walchwil.
Heinrich Hunziker, der zweimal verheiratet war, verstarb am 26. April 1982 im Alter von 102 Jahren in Walchwil.
Hunzikers Bedeutung als Mediziner liegt in erster Linie auf dem Gebiet der Kropfforschung. So schlug Heinrich Hunziker 1915 als Erster die Kochsalzjodierung als vorbeugende Massnahme gegen den endemischen Kropf vor, deren Wirksamkeit Dr. med. Otto Bayard 1918 in den Gemeinden seines Praxisgebietes des Nikolaitals mittels eines durch eine richtig dosierte Beimischung von Jodkali zum Speisesalz jodierten Salzes beweisen konnte. Am 1. Dezember 1979 wurde Hunziker anlässlich seines hundertsten Geburtstages in Anerkennung seiner Leistungen für speziell diese Forschungen das Ehrendoktorat der medizinischen Fakultät der Universität Bern verliehen.
Daneben verfasste er auch Romane, Gedichte sowie Fachliteratur.

## Medizinische Werke (Auswahl)
- Über die unmittelbaren und späteren Resultate der künstlichen Frühgeburt, eingeleitet wegen Beckenenge, Leipzig, 1904, Dissertation Universität Basel;
- Der Kropf, eine Anpassung an jodarme Nahrung : aprioristische Gedanken über Wesen und Verhütung des Kropfes, Bern, 1915;
- Die Prophylaxe der grossen Schilddrüse, gleichzeitig ein Stück vergleichende Klimatologie der Schweiz und ein Leitfaden für systematische naturwissenschaftliche Forschungen, Bern, 1924;
- Die Atmung: Wunder oder Geheimnis?: kleine Forschungsreise in biologisches Neuland, Zug, 1977: